# Iglesia de los Santos Juanes (Meliana)
La iglesia de los Santos Juanes,  es un templo parroquial católico situado en el municipio de Meliana, de la comarca Huerta Norte perteneciente a la Comunidad Valenciana. El templo data de la segunda mitad del siglo XVII.
El templo tiene la condición de Bien de Relevancia Local según la Disposición Adicional Quinta de la Ley 5/2007, de 9 de febrero, de la Generalitat Valenciana, de modificación de la Ley 4/1998, de 11 de junio, del Patrimonio Cultural Valenciano (DOCV Núm. 5.449 / 13.02.2001).

## Campanario
Tiene un campanario de planta cuadrada rematado con una cruz con veleta.